# Fačkov
Fačkov (Hongaars: Facskó) is een Slowaakse gemeente in de regio Žilina, en maakt deel uit van het district Žilina.
Fačkov telt 691 inwoners.